# Coccothrinax borhidiana
Coccothrinax borhidiana (guano, Borhidi's guano palm) es una palma de la familia Arecaceae.

## Distribución y hábitat
Es endémica de  provincia de Matanzas en Cuba.
Coccothrinax borhidiana su área está restringida a 10 km² en Punta Guamo en la parte occidental de la Bahía de Matanzas, en playas calizas junto al mar. Las hojas muertas permanecen en el tronco formando una especie de cobija. Se encuentra en peligro crítico de extinción; es por ello que precisan la protección de su hábitat, así como el desarrollo de programas de fortalecimiento de las exiguas poblaciones que quedan.

## Taxonomía
Coccothrinax borhidiana fue descrita por Onaney Muñiz Gutiérrez y publicado en Acta agronomica academiae scientiarum hungaricae 27: 437. 1978.
Etimología
Coccothrinax: nombre genérico que deriva probablemente de coco = "una baya", y la palma Thrinax nombre genérico.
borhidiana: epíteto otorgado en honor del botánico húngaro Attila L. Borhidi.